# Lago Uebeschisee
O Lago Uebeschisee é um lago localizado no município de Uebeschi, no Alto Gürbetal, perto de Thun, na Suíça. Este lago localizado adjacente aos municípios de Höfen, Amsoldingen e Uebeschi. O lago tem uma superfície de 14,2 hectares e uma profundidade máxima de 15 m.